# Eduard Melly
Eduard Carl Joseph Melly (* 15. Januar 1814 in Krems an der Donau; † 22. Oktober 1854 in Pistyan) war ein österreichischer Kunsthistoriker und Politiker.

## Leben
Eduard Melly studierte seit 1832 Philosophie, Geschichte und Klassische Archäologie an der Universität Wien und wurde dort promoviert. Er war seit 1837 Lehrer der Söhne des Erzherzogs Ferdinand d’Este in Modena. 1841/42 war er Skriptor am Ossolinskyschen Museum in Lemberg. Von 1842 bis 1853 wirkte er als Privatgelehrter in Wien. 1853/54 war er archäologischer Konservator für die Steiermark in Graz. Melly veröffentlichte zahlreiche historische, kunsthistorische und archäologische Schriften. Insbesondere war er einer der ersten, der Siegel als Kunstwerke würdigte.
Er war vom 18. Mai 1848 bis 18. Juni 1849 für den Wahlkreis Österreich unter der Enns in Horn Mitglied der Frankfurter Nationalversammlung in der Fraktion Westendhall. 1849 gehörte er dem Zentralmärzverein an.

## Schriften (Auswahl)
- Karl Russ. Umriss eines Künstlerlebens. Pfautsch u. Comp., Wien 1844 (Digitalisat)
- Vaterländische Urkunden, Heft I–CXIII: Urkunden deutscher Kaiser und Könige, österreichischer und anderer Regenten. Wien 1846.
- Beiträge zur Siegelkunde des Mittelalters. Volke, Wien 1846 (Digitalisat).
- Das Westportal des Domes zu Wien, in seinen Bildwerken und in ihrer Bemalung. Hübner, Leipzig, Wien 1850.